# Isa Hoes
Pour les articles homonymes, voir Hoes.
Isa Hoes, née Isa Kamerling-Hoes le 13 juin 1967 à Leyde, est une actrice, doubleuse et écrivaine néerlandaise.

## Carrière
Elle est la fille de Antonius Hoes (1924-2013)et Emma de Winter (1927-2010).
De 1997 à 2010, elle fut l'épouse de l'acteur Antonie Kamerling. De cette union naît 2 enfants, Merlijn et Vlinder,. Elle est la belle-sœur de l'actrice Liesbeth Kamerling. Elle est la sœur de l'homme politique Onno Hoes.
En 2017, elle est candidate de Het Perfecte Plaatje.

## Filmographie

### Doublage
- 1995 : Pocahontas : Nakoma
- 1998 : A Bug's Life de Jennifer Pertsch et Tom McGillis : Atta
- 2004 :  The Incredibles de Brad Bird : Elastigirl/Helen Parr
- 2007 :  Total Drama Island : Heather
- 2012 : De Lorax en het Verdwenen Bos
- 2013 : Nijntje de film : La mère de Bunny[6]
- 2015 :  Minions de Kyle Balda et Pierre Coffin : Scarlet Overkill
- 2016 : The Angry Birds Movie : Matilda
- 2018 : Incredibles 2 : Elastigirl/Helen Parr

### Cinéma
- 1995 : Darkling : Rebecca
- 1997 : All Stars (en) : Roos[7]
- 2000 : The Moomins : Snorkmaiden
- 2006 : Five Fingers : Moeder
- 2006 : M.A.N. : Jeanine van der Schathuyzen
- 2008 : Alibi : Tanja
- 2008 : Bonding : Wendy Parker
- 2011 : All Stars 2: Old Stars (nl) : Roos
- 2011 : One Night Stand : Ellen
- 2013 : Chez Nous : Hetty
- 2015 : De Ontsnapping (nl) : Julia[8]

### Téléfilms
- 1990-1994 : Goede tijden, slechte tijden : Myriam van der Pol
- 1991 : Medisch Centrum West (nl) : Stagiaire Isabel Zwagers
- 1993 : Vrouwenvleugel (nl) : Liesbeth Vrijman
- 1994 : Seth & Fiona (nl) : Beatrix Hoogendoorn
- 1995 : Coverstory (nl) : Agente Ineke Slats
- 1996 : Baantjer: Jeanette de Wind
- 1997 : Baantjer: Jannie Slok
- 1997 : Windkracht 10 de Pierre De Clercq : Verpleegster
- 1999-2001 : All Stars (nl) : Roos
- 2001-2006 : Rozengeur & Wodka Lime (nl) : Catherina Hofstede-Donkersloot
- 2002 : Terug naar Nooitgedachtland : Wendy
- 2012 : Flikken Maastricht : Deux rôles (Annemarie Hofstede et Christel Brinkgever)
- 2012-2013 : Lieve Liza (nl) : Barbara
- 2014-2017 : Celblok H (nl) : Suzanne "Suus" Kramer
- 2015 : Sinterklaasjournaal (nl) : Directrice Basisschool